# Ctenus calderitas
Ctenus calderitas är en spindelart som beskrevs av Alayón 2002. Ctenus calderitas ingår i släktet Ctenus och familjen Ctenidae. Inga underarter finns listade i Catalogue of Life.